# Kykkosklooster
Het Kykkosklooster (Grieks: Ιερά Μονή Κύκκου), eigenlijk het Iera Moni tis Panagio tou Kykko-klooster (Grieks: Ιερά Μονή της Παναγίας του Κύκκου), is een Cypriotisch-Orthodox klooster op Cyprus.
Het klooster ligt op 1318 meter hoogte in het Troödosgebergte. Het is via een bochtige weg te bereiken en is vrij toegankelijk. Het klooster is vooral door de vele mozaïeken op de muren in trek bij toeristen. Ook is er tegen betaling een museum te bezichtigen. In de zomermaanden zijn buiten het klooster diverse marktkramen waar souvenirs en plaatselijke lekkernijen te koop zijn.
Je mag er niet met blote armen en benen naar binnen. Er zijn doeken beschikbaar om deze om te doen, zodat je het klooster wel kunt bezichtigen.
Aartsbisschop Makarios III, de eerste president van Cyprus (1960-1977), was in 1926 monnik in het Kykkosklooster. Zijn graf ligt in de bergen boven het Kykkosklooster.

Foto's
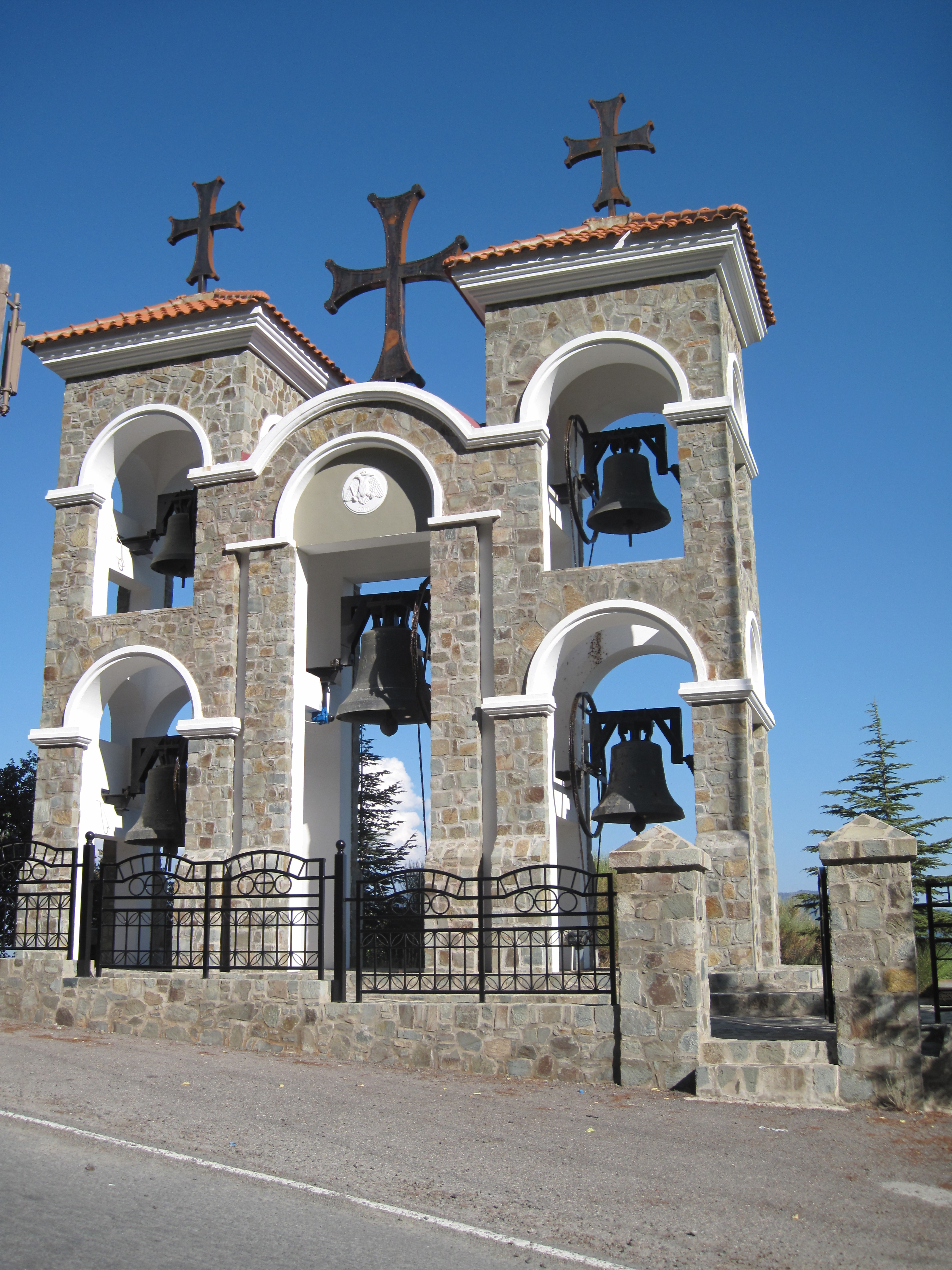
De klokkentoren van het klooster
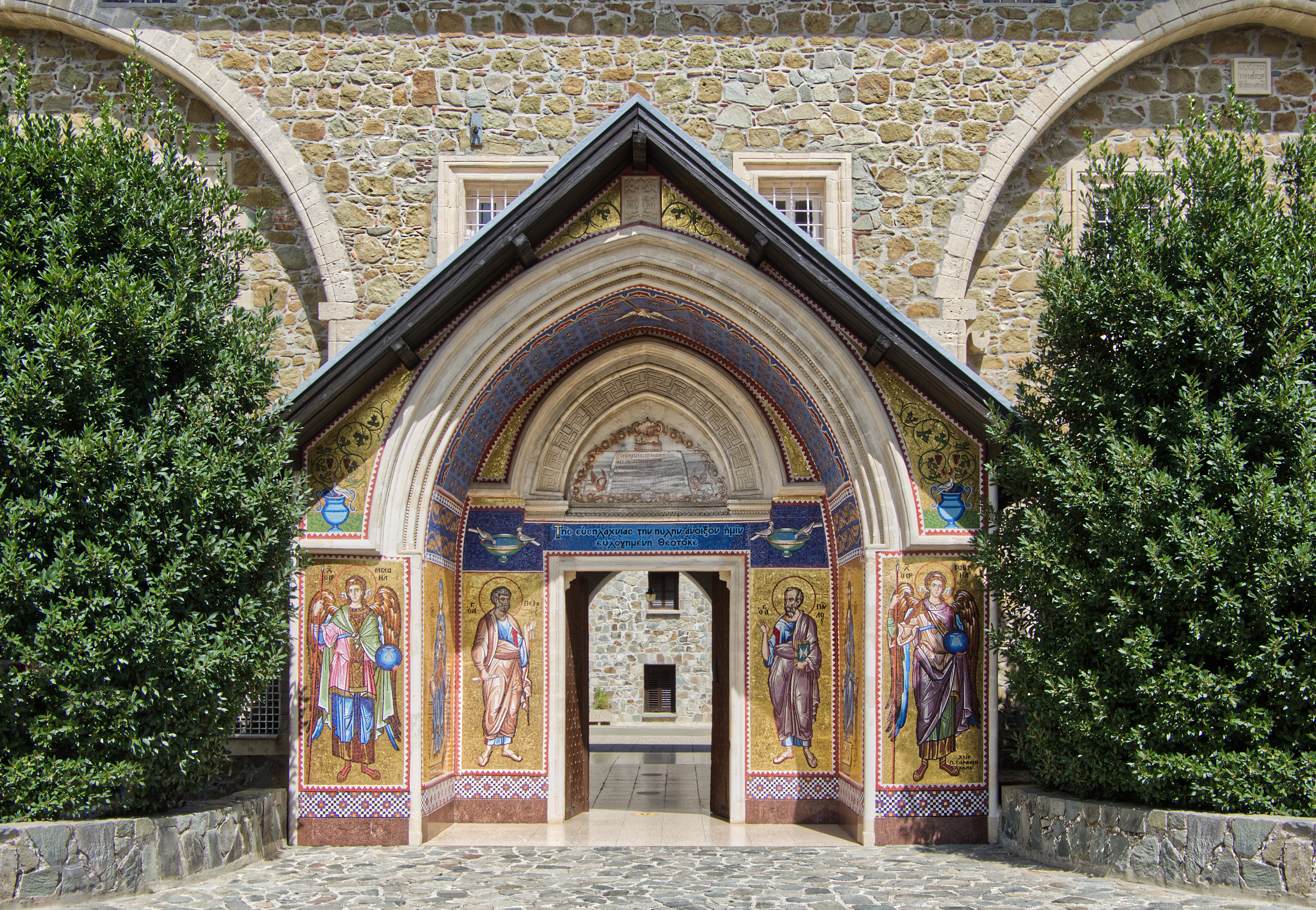
De ingang van het klooster
In het klooster met de vele mozaïeken
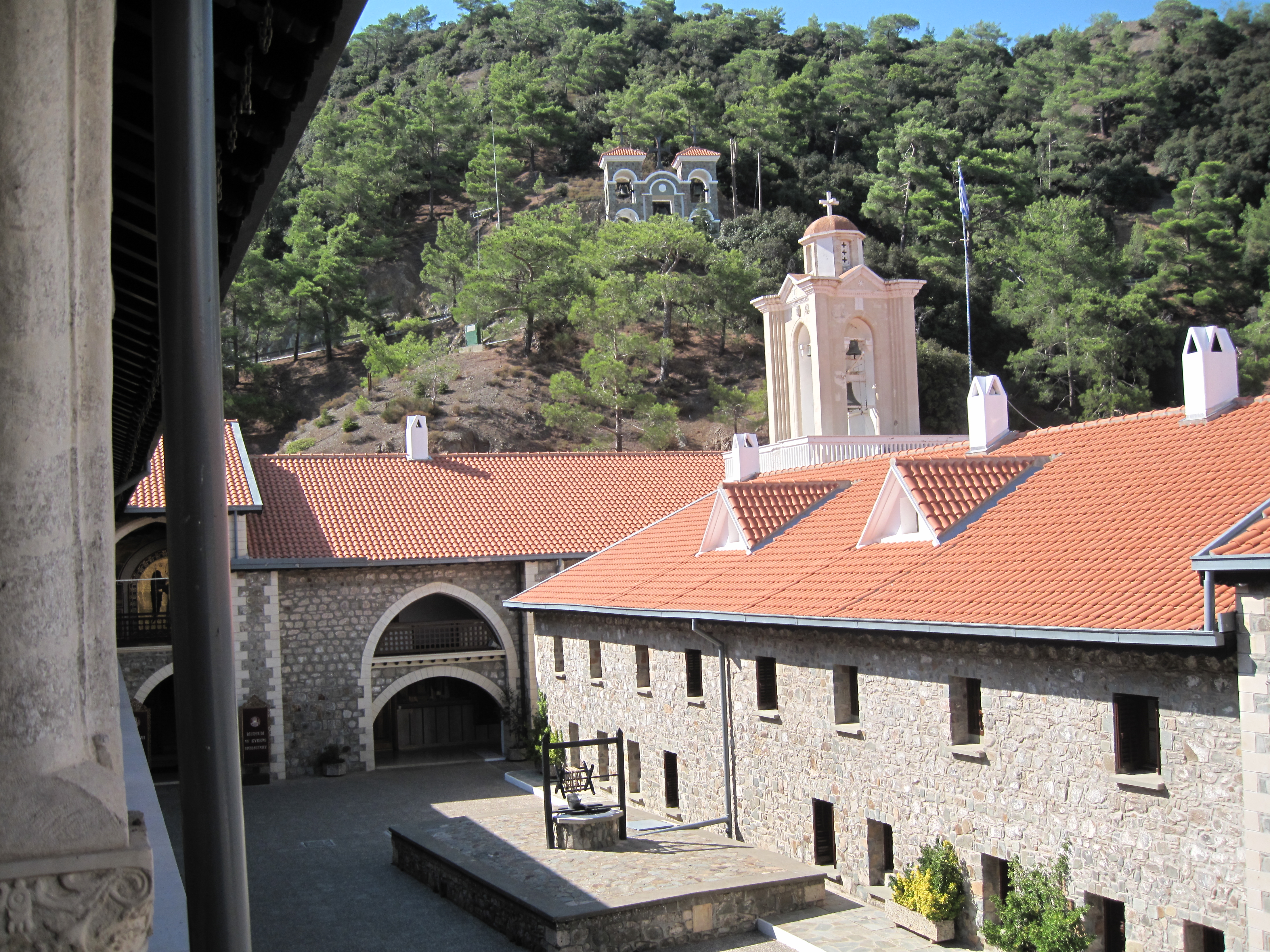
Binnenzijde van het klooster met op de achtergrond de klokkentoren
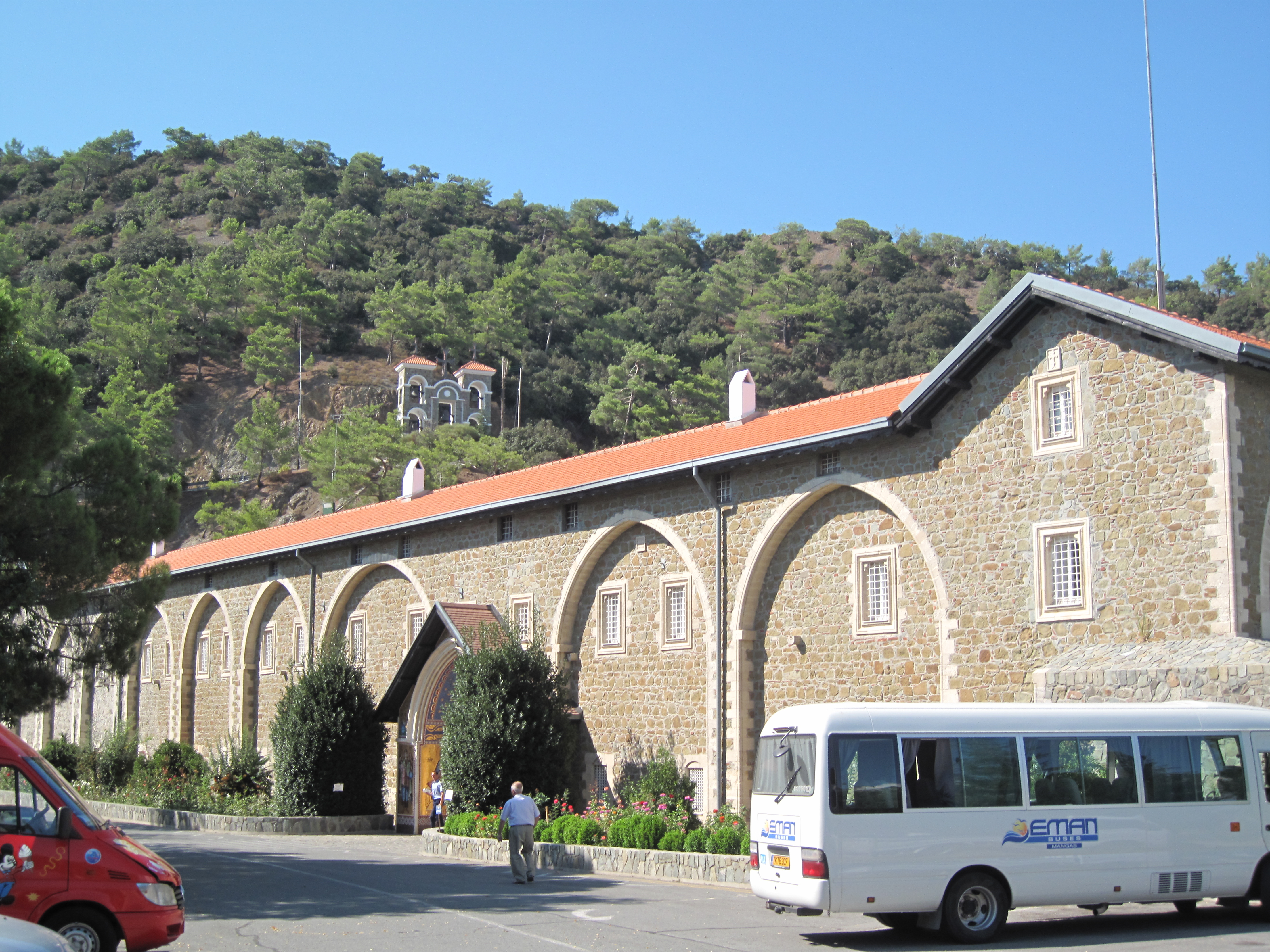
De buitenkant van het klooster
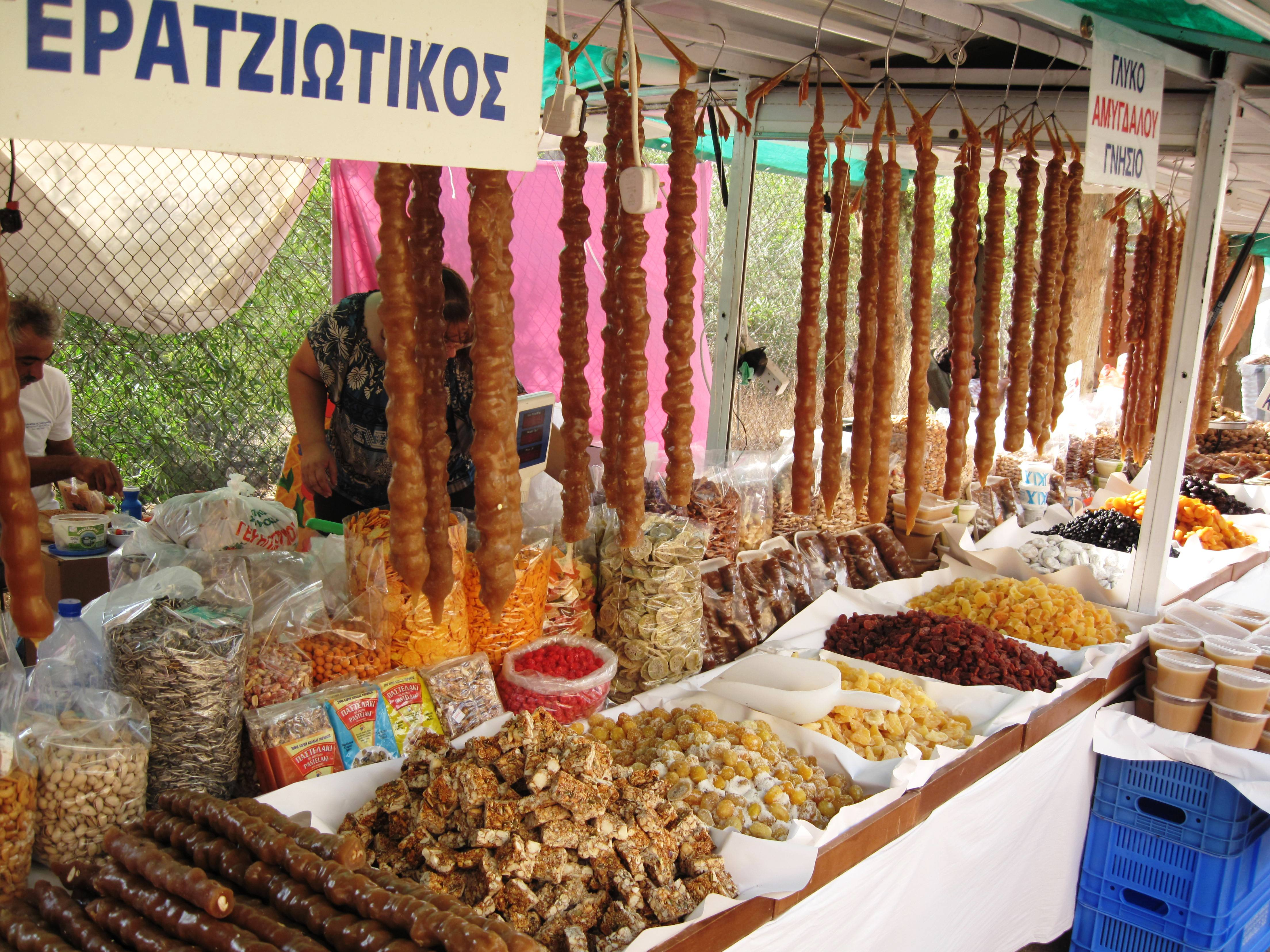
Lekkernijen te koop buiten het klooster
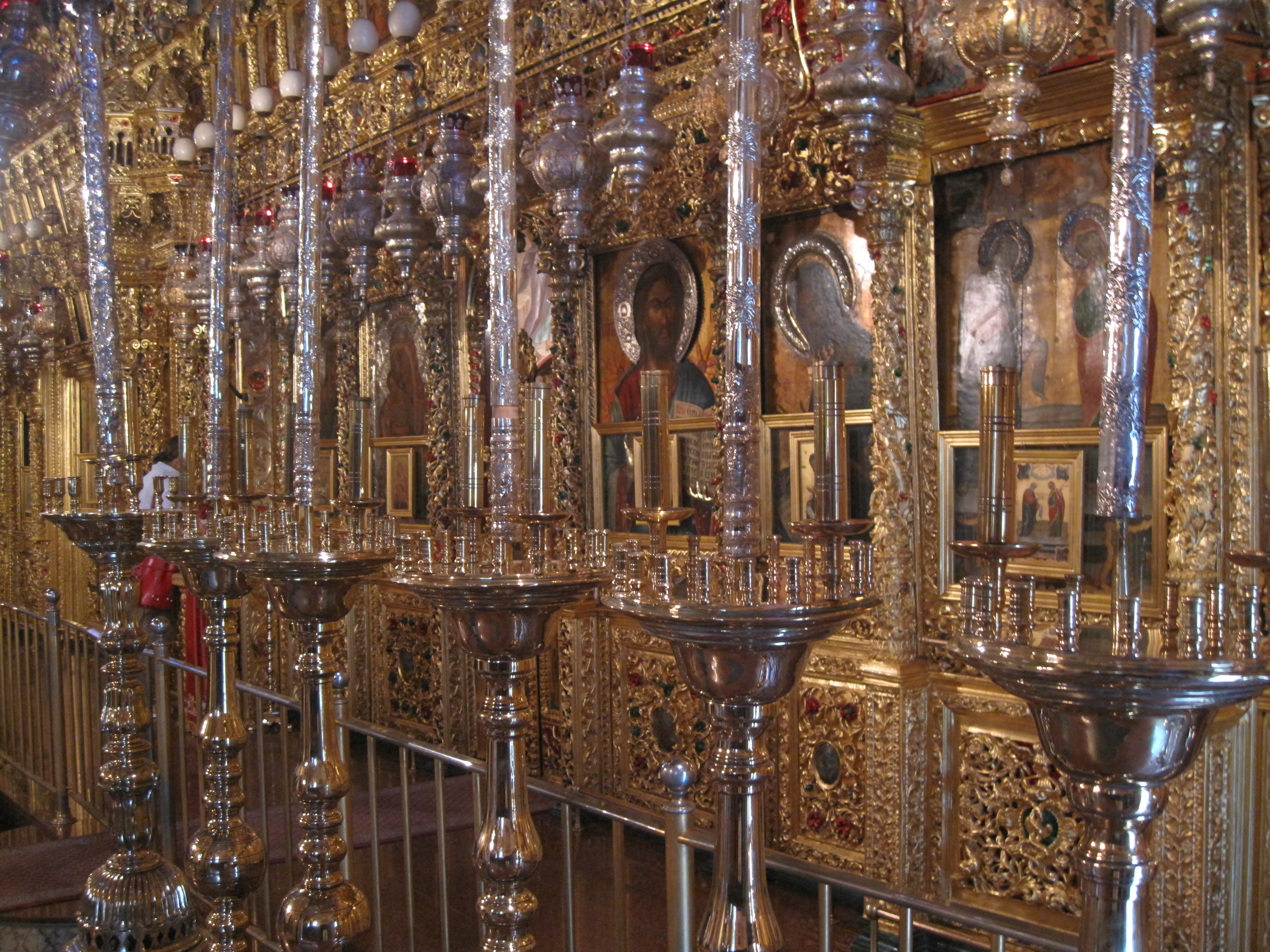
Binnen in de kerk van het klooster
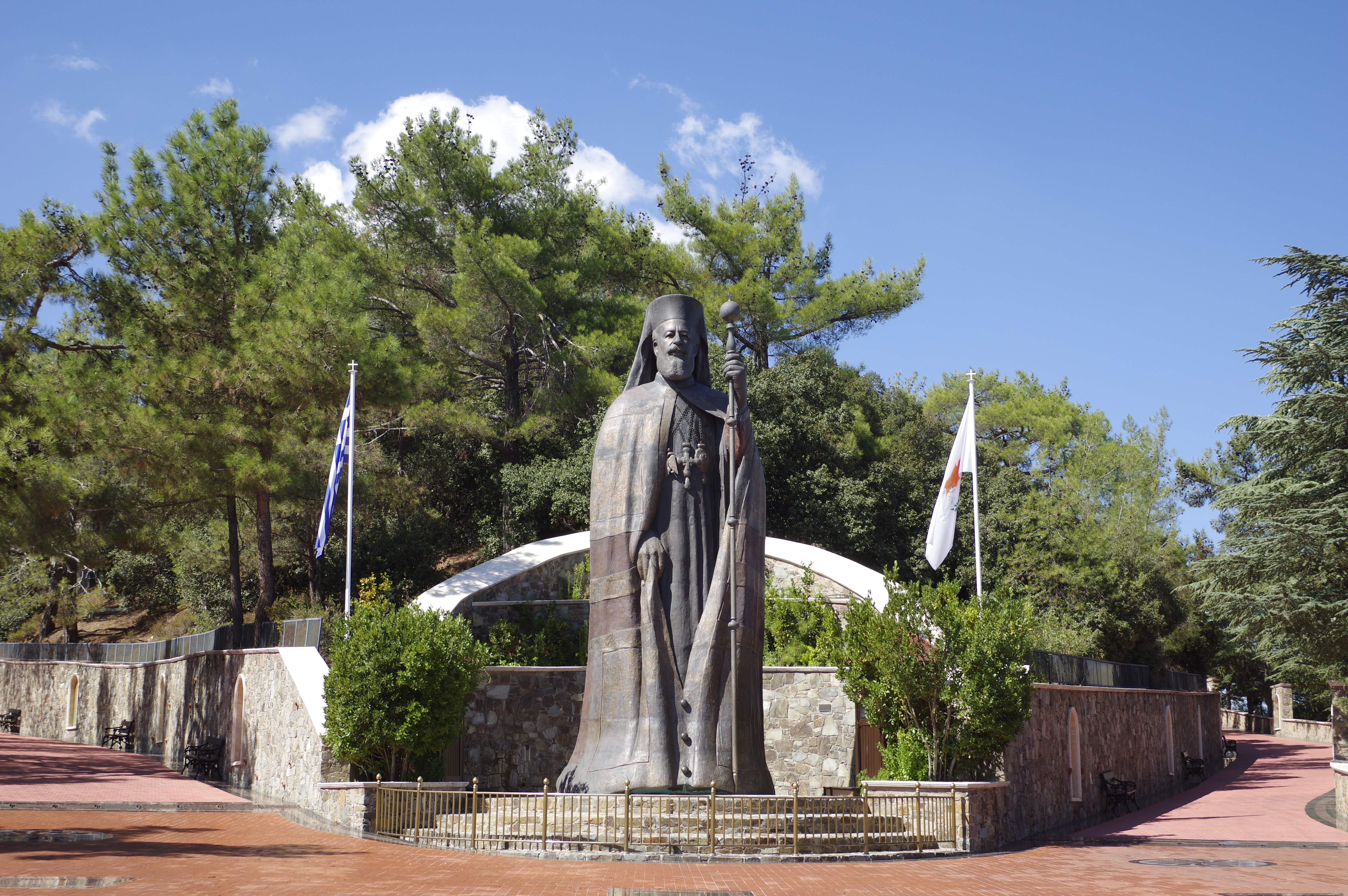
Standbeeld van Makarios III